# Calamodontophis ronaldoi
Calamodontophis ronaldoi — вид змій родини полозових (Colubridae). Ендемік Бразилії.

## Поширення і екологія
Calamodontophis ronaldoi мешкають в бразильському штаті Парана, де відомі з двох місцевостей, розташованих в Кампу-Ларгу і Женерал-Карнейру. Вони живуть в атлантичних лісах. Яйцеживородні.

## Збереження
МСОП класифікує цей вид як такий, що перебуває під загрозою зникнення. Calamodontophis ronaldoi загрожує знищення природного середовища.